# 4359 Berlage
4359 Berlage è un asteroide della fascia principale. Scoperto nel 1935, presenta un'orbita caratterizzata da un semiasse maggiore pari a 2,1537718 UA e da un'eccentricità di 0,1658279, inclinata di 1,14381° rispetto all'eclittica.